# 裸足皺蟹
裸足皺蟹（学名：Leptodius nudipes），为扇蟹科皱蟹属的动物。分布于印度洋－西太平洋等地，生活环境为海水，生活於珊瑚礁的浅水中。
頭胸甲的甲身略呈近六邊形，表面有細凹點，眼窩外齒分成四葉，合共約10齒。